# فرودگاه زالتسبورگ
فرودگاه زالتسبورگ (به انگلیسی: Salzburg Airport) (به زبان بومی: W. A. Mozart Airport) یک فرودگاه همگانی مسافربری با کد یاتا SZG است که یک باند فرود بتن دارد و طول باند آن ۲۷۵۰ متر است. این فرودگاه در شهر زالتسبورگ کشور اتریش قرار دارد و در ارتفاع ۴۳۰ متری از سطح دریا واقع شده است.

## شرکت‌های هواپیماییو مقصدهای پروازی
The following airlines offer regular scheduled and charter flights at Salzburg Airport:
| شرکت‌های هواپیمایی                                     | مقصدهای پروازی |
| ----------------------------------------------------- | --- |
| ایر لینگاس                                            | چارتر فصلی: شهری جورج بست بلفاست، کرک، دوبلین |
| ایربالتیک                                             | فصلی: ریگا |
| ای‌اس‌ال ایرلاینز ایرلند                                | Seasonal charter: دوبلین |
| آسترین ایرلاینز                                       | فرانکفورت، وین |
| بریتیش ایرویز                                         | گاتویک، هیترو لندن چارتر فصلی: ادینبرو، گلاسگو |
| بریتیش ایرویز اجرا توسط بی‌ای سیتی‌فلایر                | فصلی: منچستر (آغاز از ۱۶ دسامبر ۲۰۱۷) |
| ایزی‌جت                                                | برلین شونفلد، هامبورگ فصلی: اسخیپول آمستردام، بریستول، جان لنون لیورپول، گاتویک، لوتن لندن |
| یورو وینگز اجرا توسط Eurowings Europe                 | برمن (آغاز از ۲۳ دسامبر ۲۰۱۷), بروکسل، دوسلدورف، هامبورگ، هیترو لندن (آغاز از ۱ نوامبر ۲۰۱۷), استانستد لندن (آغاز از ۳۱ اکتبر ۲۰۱۷), شارل دوگل پاریس فصلی: بیرمنگام (آغاز از ۹ دسامبر ۲۰۱۷), دوبروونیک، منچستر (آغاز از ۴ دسامبر ۲۰۱۷), اولبیا - کاستا اسمرالدا، پالما د مایورکا، اسپلیت، سالونیک |
| یورو وینگز اجرا توسط جرمن‌وینگز                        | کلن بن، هامبورگ |
| فن‌ایر                                                 | فصلی: هلسینکی |
| FlexFlight اجرا توسط S-Air                            | فصلی: آوگسبورگ |
| آی-فلای                                               | چارتر فصلی: ونوکووا |
| جت۲.کام                                               | فصلی: بیرمنگام (آغاز از ۲۳ دسامبر ۲۰۱۷), بلفاست، ایست میدلند، ادینبرو، لیدز برادفورد، استانستد لندن (آغاز از ۳۰ نوامبر ۲۰۱۷)، منچستر |
| جت تایم                                               | چارتر فصلی: بیلاند، کپنهاگ |
| نوردیکا اجرا توسط لوت پولیش ایرلاینز                  | فصلی: لنارت مری تالین |
| نروجین ایر شاتل                                       | فصلی: فلسلند برگن، کپنهاگ، گوتنبرگ-لاندوتر، گاردرموئن اسلو، سولا استاوانگر، استکهلم-آرلاندا |
| نروجین ایر شاتل اجرا توسط Norwegian Air International | فصلی: هلسینکی، گاتویک |
| رایان‌ایر                                              | استانستد لندن فصلی: دوبلین |
| اس۷ ایرلاینز                                          | فصلی: دوموده‌دوو، پالکوو (آغاز از ۲۳ دسامبر ۲۰۱۷) |
| هواپیمایی اسکاندیناوی                                 | کپنهاگ، گاردرموئن اسلو، استکهلم-آرلاندا چارتر فصلی: هلسینکی |
| Small Planet Airlines                                 | چارتر فصلی: ویلنیوس |
| اسمارت‌لینکس ایرلاینز                                  | چارتر فصلی: لنارت مری تالین |
| سان اکسپرس                                            | آنتالیا |
| Thomas Cook Airlines                                  | چارتر فصلی: گاتویک، منچستر |
| Thomson Airways                                       | چارتر فصلی: بیرمنگام، بریستول، ایست میدلند، گلاسگو، گاتویک، لوتن لندن، استانستد لندن، منچستر، نیوکاسل |
| ترانساویا.کام                                         | اسخیپول آمستردام، آیندهوون، روتردام دی‌هیگ |
| تی‌یوآی‌فلای                                            | فصلی: هانوفر |
| ترکیش ایرلاینز                                        | آتاترک |
| هواپیمایی بین‌المللی اوکراین                           | فصلی: بوریسپیل |
| اورال ایرلاینز                                        | چارتر فصلی: پالکوو |
| Windrose Airlines                                     | چارتر فصلی: بوریسپیل |
| واو ایر                                               | فصلی: کفلاویک |